# Chapelle Saint-Blaise d'Hyères
La chapelle Saint-Blaise, appelée aussi tour des Templiers, est une commanderie située à Hyères, en France. Construite par l'Ordre du Temple au XIIe siècle, elle est placée sous le vocable de saint Blaise.

## Historique
La chapelle Saint-Blaise a été érigée et fondée par l'Ordre du Temple au XIIe siècle.
Au XIVe siècle, elle comprenait un corps de logis, une grange, un cellier, un moulin, un four et la tour Saint-Blaise, son seul vestige actuel.
Après la suppression de l'ordre du Temple, elle fut affectée à la communauté des frères de la commanderie hospitalière de Beaulieu qui l'affermèrent par bail emphytéotique à divers particuliers jusqu'en 1673, date à laquelle elle fut cédée à la ville.
La chapelle resta affectée aux pénitents bleus jusqu'en 1765.
La ville transforma, à cette date, la chapelle en halle, puis fit ajouter un étage interne en 1770.
Elle fit procéder à l'aménagement d'un niveau intermédiaire, avec démolition des voûtes et construction d'un escalier intérieur.
L’hôtel de ville occupa dès lors les lieux jusqu'en 1913.
Après restauration, elle est devenue un lieu d'exposition, classée Monument historique depuis le 30 mars 1987.

## Architecture
La chapelle Saint-Blaise est composée de deux chapelles superposées couvertes d'une toiture en terrasse.
Vers 1839, on perça sur les façades est, nord et sud de grandes fenêtres en plein cintre.

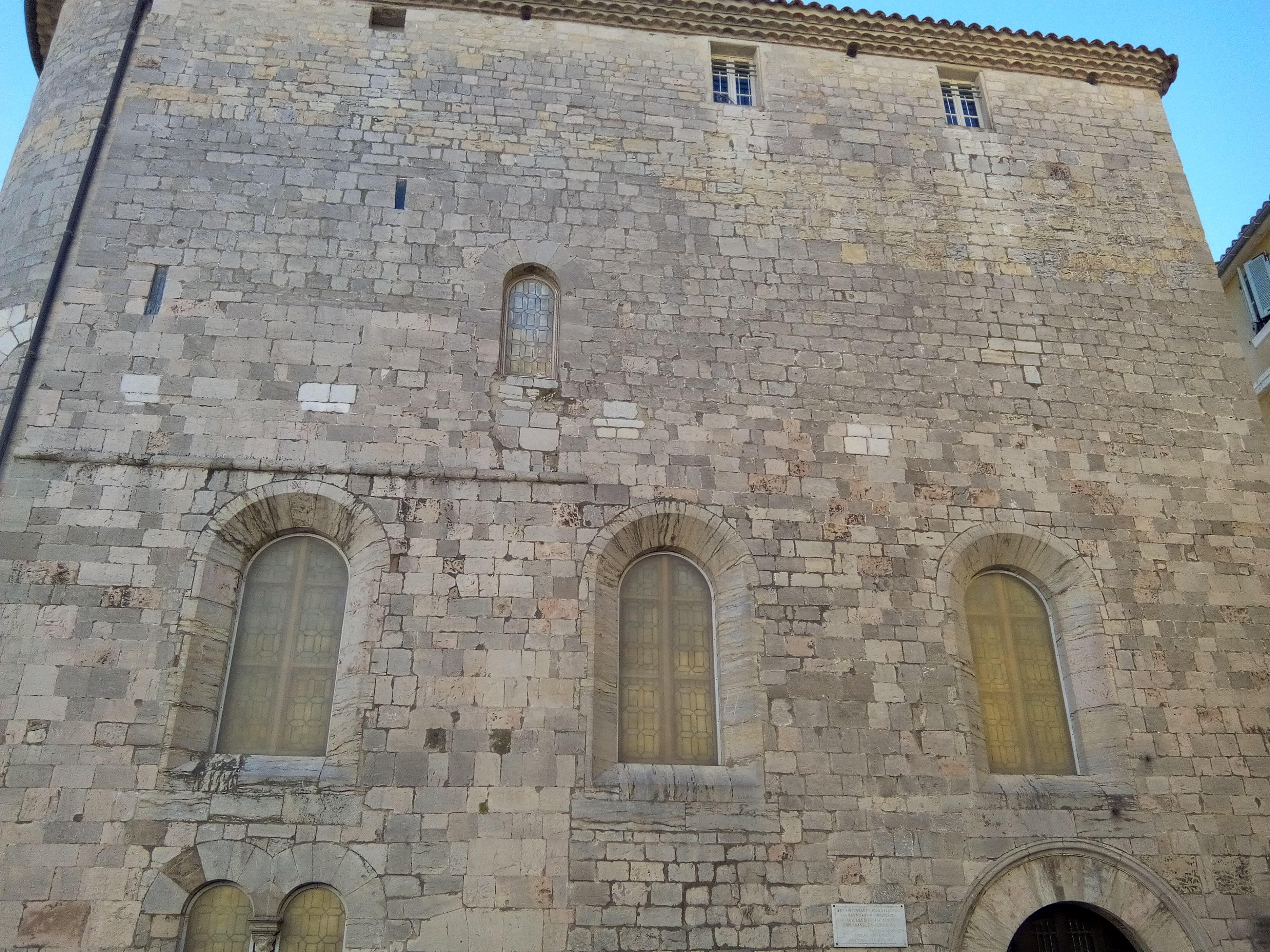
Façade principale.
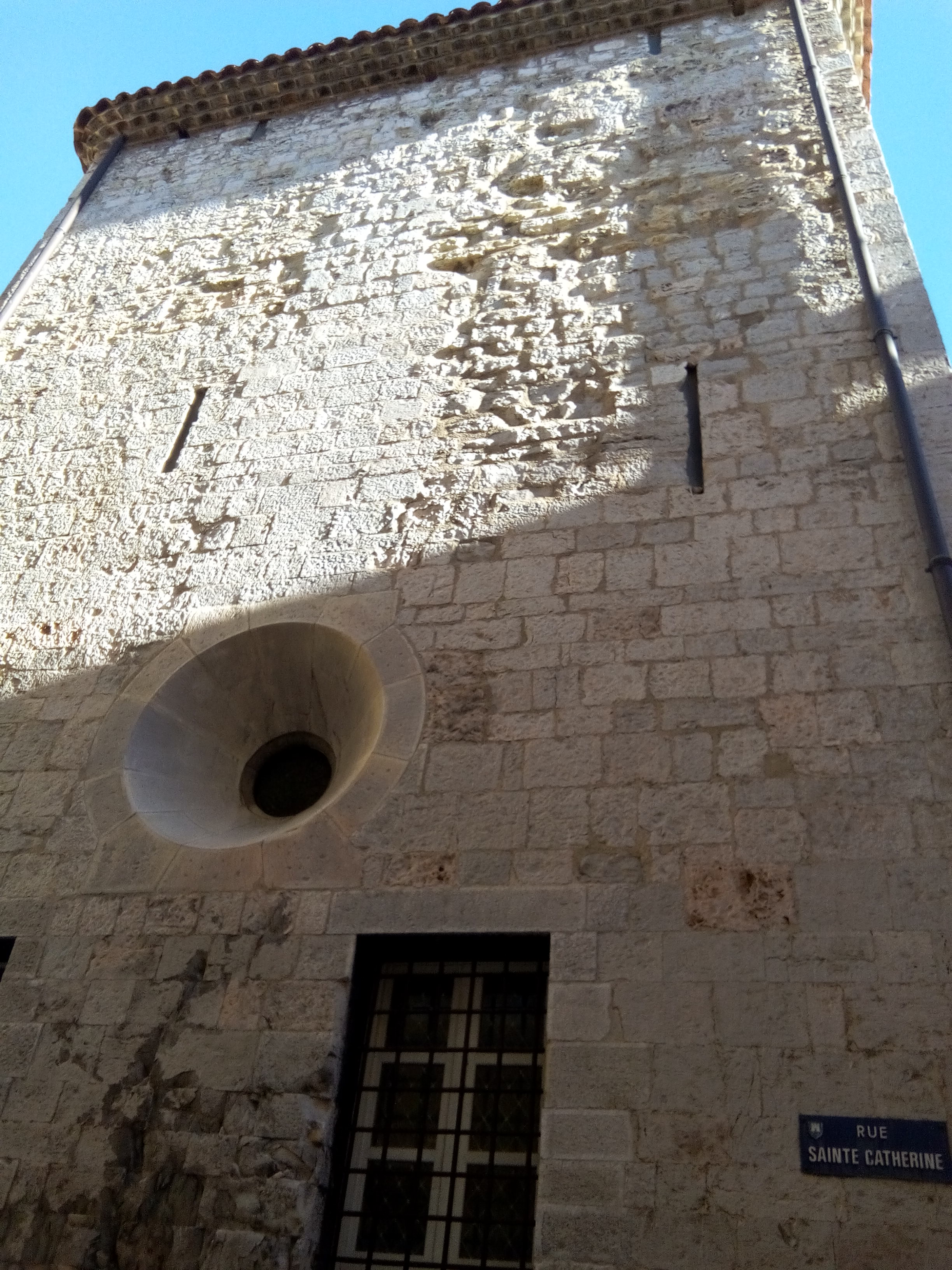
Façade, côté rue Sainte-Catherine.
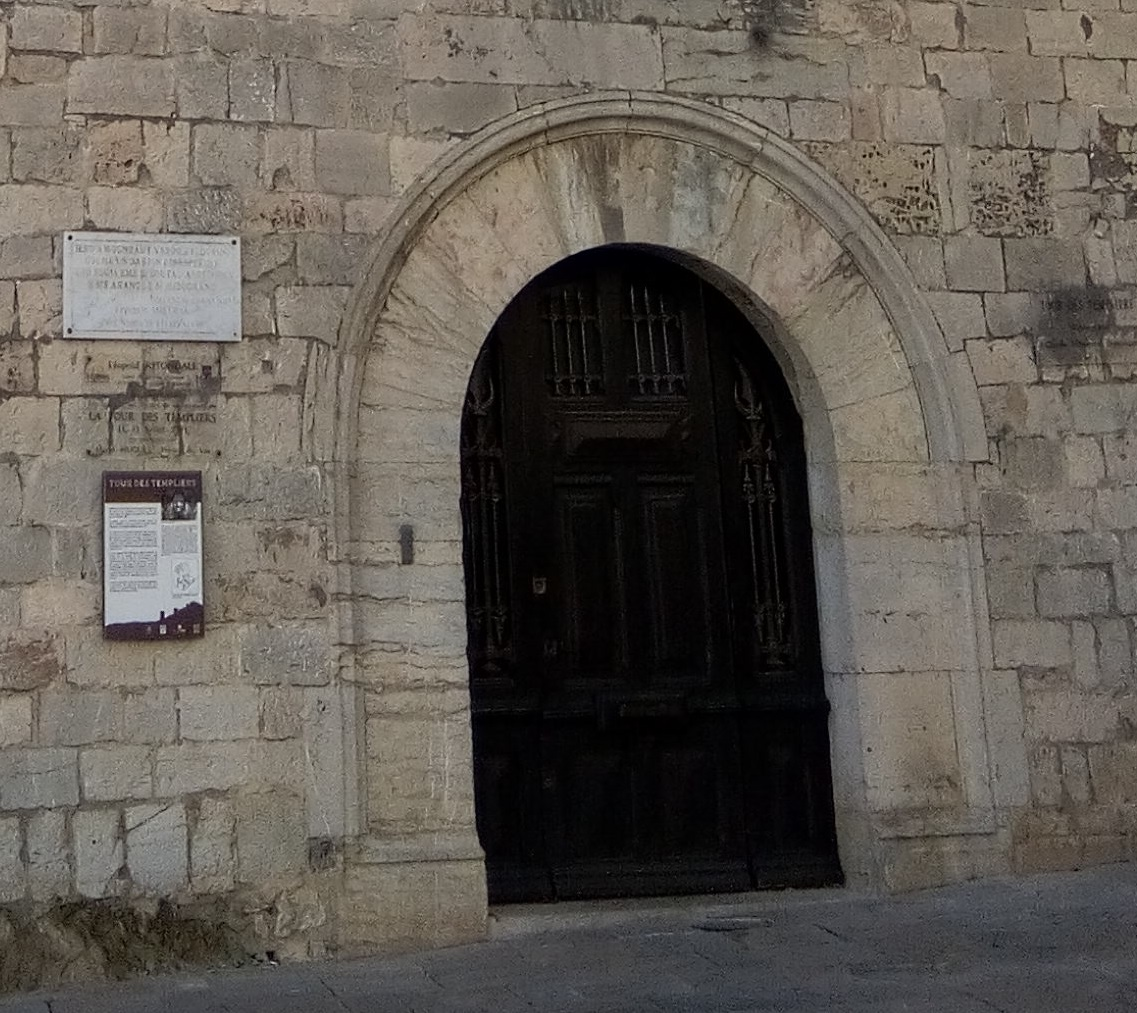
Porte d'entrée.